# 宮藤さんに言ってもしょうがないんですけど
『宮藤さんに言ってもしょうがないんですけど』（くどうさんにいってもしょうがないんですけど）は、TBSラジオで2020年10月2日から放送されているトーク番組である。

## 概要
2019年4月1日から2020年9月25日までTBSラジオで放送していた『ACTION』で月曜日に宮藤官九郎が担当していたコーナー「宮藤さんに言ってもしょうがないんですけど」をレギュラー番組化。
コンセプトは「楽しく、よりよい世の中を目指す、愚痴エンタテインメント番組」。
様々な業界の関係者から「宮藤に言ってもしょうがない愚痴」を募り、それをテーマにトークする。
2021年7月19日より、Audibleにおいて独立番組時からのトークを未公開部分も含めて配信を行っている。最新回については翌週水曜日10時に配信が行われるほか、毎月最終金曜にはオリジナルコンテンツ『大渋滞～宮藤官九郎と伊勢志摩のまとまらない映画の話』を配信している。

## 放送時間
- TBSラジオ（制作局）毎週金曜日 21:00 - 21:30

## 出演者
- 宮藤官九郎 - パーソナリティ
- 週替わりゲスト
  - ゲストについては『ACTION』時から基本的に匿名で出演する（著名人の場合でも名前の一部をイニシャルにするなどしている）が、国政選挙前後に定期的に行われる「選挙取材の愚痴」のみ、畠山理仁と宮原ジェフリー（ライター）が実名で出演する。
- 伊勢志摩 - Audibleオリジナルコンテンツ『大渋滞～宮藤官九郎と伊勢志摩のまとまらない映画の話』出演

## テーマ曲
オープニング
植木等『みんな世のため』のイントロ部分（収録アルバム：ハイおよびです！！ の5曲目）
エンディング
林ゆうき『あっと驚く次週！！！』（収録アルバム：NHK土曜ドラマ「植木等とのぼせもん」オリジナル・サウンドトラック Vol.1 の24曲目）